# 田原浩史
田原 浩史（たはら ひろし、1965年5月17日 - ）は、テレビ朝日の社員。元アナウンサー。

## 来歴・人物
神奈川県立相模原高等学校を経て慶應義塾大学文学部へ進学。大学卒業後の1988年に、アナウンサーとしてテレビ朝日へ入社した。同期入社のアナウンサーは田中真理子（現在は退社）。卒業後に同大学の大学院で国語学を専攻する予定だったが、大学院受験への試験勉強中にたまたま同局のアナウンサー試験を受けたところ、採用に至ったという。
テレビ朝日への入社後は、スポーツ中継の実況・リポーターや、ニュース番組のキャスターを担当。『ANN NEWS&SPORTS』の土曜版では、2002年4月6日から2012年9月30日の放送終了まで、10年半にわたってニュースキャスターを務めた。また、2002年10月から2009年5月7日までは、『スーパーJチャンネル』木曜日の特集企画「迷宮の扉」で日本各地の現場を取材。2006年4月頃の滋賀県取材で、47都道府県踏破を達成した。このうち、沖縄県にはゴルフの中継で訪れたのみだったが、後に「迷宮の扉」の取材でも赴いている。
また、テレビ朝日の公式サイトでは、アナウンス部の有志で結成した「日本語研究室」の主任研究員を担当。2010年4月から2013年7月までは、当時の先輩アナウンサー・松井康真の後任として、テレビ朝日アスクのゼネラルマネジャー（学校長）を務めていた。
2013年8月からは、中山貴雄と入れ替わる格好でアナウンス部に復帰。復帰後は、同部の管理職（統括担当部長）を務めた関係で、放送にはほとんど登場していなかった。
2019年7月1日付でアナウンス部を離れ、総務局へ異動となった。

## 過去の出演番組
代表で務めた報道・情報ワイドショー番組
| 期間       | 期間      | 番組名              | 役職                         |
| ---------- | --------- | ------------------- | ---------------------------- |
| 1989年10月 | 1990年3月 | やじうまワイド      | スポーツキャスター           |
| 1989年10月 | 1990年9月 | 600ステーション     | 金曜日スポーツキャスター     |
| 1995年4月  | 1995年9月 | ステーションEYE     | 金曜日スポーツキャスター     |
| 2002年4月  | 2002年9月 | スーパーモーニング  | ナレーター                   |
| 2002年4月  | 2009年5月 | スーパーJチャンネル | 木曜日『迷宮の扉』レポーター |
| 2002年4月  | 2012年9月 | ANN NEWS&SPORTS     | 土曜版ニュース担当キャスター |

その他
- ANNニュース
- ANNニュースフレッシュ
- スポーツ中継（ゴルフ、パリ・ダカール・ラリー、柔道、バレーボール、陸上競技、駅伝、マラソン、アーティスティックスイミング、飛び込み、体操、セパタクロー、ル・マン24時間レース、インディ500）